# 4336 Jasniewicz
4336 Jasniewicz је астероид главног астероидног појаса чија средња удаљеност од Сунца износи 2,330 астрономских јединица (АЈ).
Апсолутна магнитуда астероида је 13,7.